# Johnny Griffin
John Arnold Griffin III (Chicago, 24 de abril de 1928-Mauprévoir, Francia; 25 de julio de 2008), conocido como Johnny Griffin, fue un saxofonista tenor estadounidense de jazz, encuadrado estilísticamente en el bop y el hard bop. 

## Comienzos y carrera americana
Como muchos otros músicos de éxito de Chicago, estudió música en el DuSable High School bajo Walter Dyett, empezando a tocar el clarinete antes de pasarse al oboe, saxo alto y, finalmente, tras trabajar en la orquesta de Lionel Hampton, al saxo tenor junto con Arnett Cobb. Cuando estaba en el instituto, a los 15 años llegó a tocar con T-Bone Walker en un grupo liderado por el hermano de Walker.
Trabajó en la Orquesta de Lionel Hampton (siendo su primera aparición en Los Ángeles en una grabación de 1945 a los 17 años), y la abandonó para unirse a la orquesta de un colega de Hampton, el trompetista Joe Morris de 1947 a 1949. 
Se unió a los Jazz Messengers de Art Blakey en 1957, y sus grabaciones de ese momento incluyen un álbum memorable que une a los Mensajeros y Thelonious Monk. Griffin sucedió a John Coltrane como miembro del cuarteto Five Spot de Monk; se puede escuchar en los álbumes Thelonious in Action y Misterioso. Durante esta etapa, grabó un interesante trabajo con Clark Terry, Serenade to a Bus Seat, junto al trío Wynton Kelly, Paul Chambers y Philly Joe Jones. Grabó también con el quinteto de Nat Adderley en 1958 y otra vez en 1978.

## Estilo musical
El estilo único de Griffin, basado en una técnica asombrosa, incluía un vasto canon de lenguaje bebop. Un intérprete prodigioso, a menudo celebró y salió victorioso en "sesiones de corte" (una batalla musical entre dos músicos) que involucraron a una legión de tenores, algunos en su ciudad natal de Chicago, como Hank Mobley y Gene Ammons, y otros en ruta. Diminuto, se distinguía como intérprete de moda, buen hombre de negocios y un líder de banda muy querido para otros músicos.

## Grabaciones principales como líder
Griffin fue el líder en su primer álbum Blue Note, Presentando a Johnny Griffin en 1956. También presentó a Wynton Kelly en piano, Curly Russell en el bajo y Max Roach en la batería, la grabación le trajo aclamación de la crítica.
El álbum A Blowin 'Session (1957) se presentó junto a John Coltrane y Hank Mobley. 
En esta etapa de su carrera, Griffin era conocido como el "tenor más rápido del oeste" por la facilidad con la que podía ejecutar anotaciones rápidas con excelente articulación. Después de tres álbumes para Blue Note, Griffin, que no se llevaba bien con el ingeniero de la casa Rudy Van Gelder, grabó para Riverside Records. De 1960 a 1962, él y Eddie "Lockjaw" Davis lideraron su propio quinteto, grabando varios álbumes juntos. Se unieron otra vez en 1970 y grabaron Tough Tenors Again 'n' Again, y otra vez más con el Big 7 de Dizzy Gillespie en el Montreux Jazz Festival.

## Traslado a Europa
Griffin se mudó a Francia en 1963 y a los Países Bajos en 1978. Su traslado fue el resultado de varios factores, incluidos los problemas de impuestos a la renta, un matrimonio fallido y sentirse "amargado por la aceptación crítica del free jazz" en Estados Unidos.
En Europa, aparte de aparecer de forma regular a título individual en clubes de jazz como el londinense Ronnie Scott's, Griffin se convirtió en la "first choice" para el saxofón de cualquier músico estadounidense que fuese de gira al continente durante los años sesenta y setenta y siguió grabando y haciendo giras hasta su muerte.

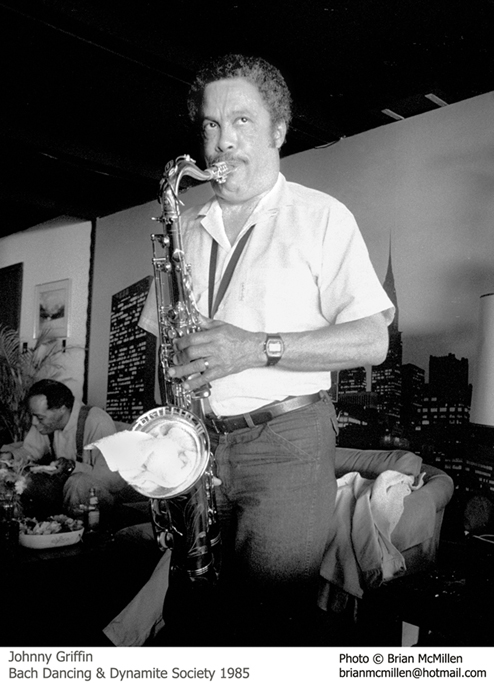
En la Bach Dancing & Dynamite Society (Half Moon Bay).

En 1965 grabó varios discos con Wes Montgomery. De 1967 a 1969, formó parte del Kenny Clarke/Francy Boland Big Band  y a finales de los setenta grabó con Peter Herbolzheimer and his Big Band, que contaba, entre otros, con músicos como Nat Adderley, Derek Watkins, Art Farmer, Slide Hampton, Jiggs Whigham, Herb Geller, Wilton Gaynair, Stan Getz, Gerry Mulligan, Rita Reys,  Jean "Toots" Thielemans, Niels-Henning Ørsted Pedersen, Grady Tate y Quincy Jones como arreglista.
El 25 de julio de 2008, Johnny Griffin murió de un ataque al corazón a la edad de 80 años en Mauprévoir, cerca de Availles-Limouzine, Francia. Su último concierto fue en Hyères, Francia, el 21 de julio de 2008.

## Discografía

### Como líder
- 1956: Johnny Griffin (Argo, 1958)
- 1956: Introducing Johnny Griffin (Blue Note)
- 1957: A Blowing Session (Blue Note)
- 1957: The Congregation (Blue Note)
- 1958: Johnny Griffin Sextet (Riverside)
- 1958: Way Out! (Riverside)
- 1959: The Little Giant (Riverside)
- 1960: The Big Soul-Band (Riverside)
- 1960: Battle Stations (Prestige)
- 1960: Johnny Griffin's Studio Jazz Party (Riverside)
- 1960: Tough Tenors (Jazzland)
- 1960: Griff & Lock (Jazzland)
- 1961: The First Set (Prestige)
- 1961: The Tenor Scene (Prestige)
- 1961: The Late Show (Prestige)
- 1961: The Midnight Show (Prestige)
- 1961: Lookin' at Monk! (Prestige)
- 1961: Change of Pace (Riverside)
- 1961: Blues Up & Down (Jazzland)
- 1961: White Gardenia (Riverside)
- 1961: The Kerry Dancers (Riverside)
- 1962: Tough Tenor Favorites (Jazzland)
- 1962: Grab This! (Riverside)
- 1963: Soul Groove (Atlantic) con Matthew Gee
- 1963: Do Nothing 'til You Hear from Me (Riverside)
- 1964: Night Lady (Philips)
- 1967: The Man I Love (Polydor)
- 1967: You Leave Me Breathless (Black Lion)
- 1967: A Night in Tunisia (Trio)
- 1967: Body and Soul (Moon)
- 1968: Jazz Undulation (Joker)
- 1968: Lady Heavy Bottom's Waltz (Vogue)
- 1970: Tough Tenors Again 'n' Again (MPS)
- 1973: Blues for Harvey (SteepleChase)
- 1974: Johnny Griffin Live at Music Inn (Horo)
- 1975: All the Things You Are (Timeless)
- 1976: Johnny Griffin Live in Tokyo (Philips)
- 1976: The Little Giant Revisited (Philips)
- 1978: Sincerely Ours (Four Leaf Clover)
- 1978: Return of the Griffin (Galaxy)
- 1978: Bush Dance (Galaxy)
- 1978: Birds and Ballads (Galaxy)
- 1979: NYC Underground (Galaxy)
- 1979: To the Ladies (Galaxy)
- 1980: Live / Autumn Leaves (Verve)
- 1981: Meeting (Jeton)
- 1983: Callitwhachawanna (Galaxy)
- 1984: Tenors Back Again! (Storyville)
- 1985: Three Generations of Tenor Saxophone
- 1986: Have You Met Barcelona
- 1988: Take My Hand (Who's Who in Jazz)
- 1990: The Cat (Antilles)
- 1992: Dance of Passion (Antilles)
- 1995: Chicago, New York, Paris (Verve/Polygram)
- 1999: In and Out (Dreyfus)
- 2000: Johnny Griffin and Steve Grossman Quintet
- 2002: Johnny Griffin and the Great Danes

### Como sideman
Con Ahmed Abdul-Malik
- Jazz Sahara (Riverside, 1958)

Con Nat Adderley
- Branching Out (Riverside, 1958)

Con Chet Baker
- Chet Baker in New York (Riverside, 1958)

Con Art Blakey
- Selections from Lerner and Loewe's... (Vik, 1957)
- A Night in Tunisia (Vik, 1957)
- Cu-Bop (Jubilee, 1957)
- Art Blakey's Jazz Messengers with Thelonious Monk (Atlantic, 1957)
- Hard Drive (Bethlehem, 1957)

Con James Carter
- Live at Baker's Keyboard Lounge (Warner Bros., 2001 [2004])

Con la Kenny Clarke/Francy Boland Big Band
- Sax No End (SABA, 1967)
- Out of the Folk Bag (Columbia, 1967)
- 17 Men and Their Music (Campi, 1967)
- All Smiles (MPS, 1968)
- Faces (MPS, 1969)
- Latin Kaleidoscope (MPS, 1968)
- Fellini 712 (MPS, 1969)
- All Blues (MPS, 1969)
- More Smiles (MPS, 1969)
- Volcano (Polydor 1969)
- Clarke Boland Big Band en Concert avec Europe 1 (Tréma, 1969 [1992])

Con Tadd Dameron
- The Magic Touch (Riverside 1962)

Con Dizzy Gillespie
- The Giant (America, 1973)
- The Source (America, 1973)
- The Dizzy Gillespie Big 7 (Pablo, 1975)

Con Benny Green
- Glidin' Along (Jazzland 1961)

Con Philly Joe Jones
- Blues for Dracula (Riverside, 1958)

Con Johnny Lytle
- Nice and Easy (Jazzland, 1962)

Con Blue Mitchell
- Big 6 (Riverside 1958)

Con Thelonious Monk
- Thelonious in Action (Riverside 1958)
- Misterioso (Riverside 1958)

Con Bud Powell
- Bud in Paris (1975, Xanadu) (recorded live 1960)
- Earl Bud Powell, Vol. 8: Holidays in Edenville, 64 (Mythic Sound, 1964)

Con A. K. Salim
- Stable Mates (Savoy, 1957)
- Pretty for the People (Savoy, 1957)

Con Clark Terry
- Serenade to a Bus Seat (Riverside, 1957)

Con Wilbur Ware
- The Chicago Sound (Riverside, 1957)

Con Randy Weston
- Little Niles (United Artists, 1958)

Con Wes Montgomery
- Full House (Riverside, 1962)